# Hans Bild
Hans Bild (* 7. März 1921; † 15. Mai 2004) war ein saarländischer Fußballspieler. Der Stürmer kam zwischen 1950 und 1952 zweimal in der saarländischen Nationalmannschaft zum Einsatz. In den Jahren 1946 bis 1952 stand er zudem bei Borussia Neunkirchen als Aktiver in der Fußball-Oberliga Südwest unter Vertrag.

## Laufbahn
Von 1946 bis 1948 spielte der Offensivspieler mit der Mannschaft aus dem Ellenfeldstadion in der Oberliga Südwest, Gruppe Nord. Der 1. FC Kaiserslautern und der 1. FC Saarbrücken bestimmten das Rennen an der Tabellenspitze, für Neunkirchen war der vierte Rang 1948 die beste Platzierung. Durch die politischen Umstände nach dem Zweiten Weltkrieg gehörte Neunkirchen 1948/49 und 1949/50 zwei Runden der Saarlandliga an und wurde 1949 Meister und 1950 hinter Sportfreunde 05 Saarbrücken Vizemeister. In der Serie 1950/51 nahmen Bild und seine Mannschaftskameraden sogar an keinem Ligaspielbetrieb teil. Als nach drei Jahren Pause zur Runde 1951/52 wieder der 1. FC Saarbrücken und Borussia Neunkirchen in der Oberliga Südwest ihre Punktspiele austragen durften, gehörte auch Hans Bild dem Stammkader der Borussen an. Erst am vierten Spieltag konnten die zwei saarländischen Vertreter in den Spielbetrieb eingreifen. Neunkirchen eröffnete am 9. September 1951 mit einer 2:8-Niederlage bei TuS Neuendorf die Runde. Bild spielte auf Halbrechts und erzielte bei der missglückten Oberligarückkehr gegen die Mannschaft von „Jupp“ Gauchel ein Tor. Der erste doppelte Punktgewinn folgte am 23. September mit einem 4:1-Heimerfolg gegen den FK Pirmasens. Der Borussen-Angriff formierte sich dabei mit Ewald Follmann, Bild, Gerhard Siedl, Erich Leibenguth und Hans Schmidt. Am 21. Oktober zeigte die Walter-Elf auf dem Betzenberg den Gästen aus Neunkirchen bei der 2:5-Niederlage die Grenzen auf. Sein letztes Spiel in der Fußball-Oberliga Südwest absolvierte Bild am 20. April 1952, einem Nachholspieltag, bei dem 5:0-Auswärtserfolg gegen die SpVgg Weisenau. Er spielte wiederum auf Halbrechts und erzielte nochmals ein Tor. Neunkirchen belegte in der Tabelle den siebten Rang und Bild hatte in 24 Einsätzen sechs Tore erzielt. Insgesamt wird er in der Oberliga Südwest mit 54 Ligaspielen und 20 Toren geführt.
In der saarländischen Fußballnationalmannschaft kam er am 27. Mai 1950 in Saarbrücken beim 3:2-Sieg gegen Österreich B auf Rechtsaußen erstmals zum Einsatz. Vereinskollege Leibenguth zeichnete sich auf Halblinks als zweifacher Torschütze aus. Am 14. Oktober 1951 wurde er in Wien beim Rückspiel für Vereinskollege Gerhard Siedl eingewechselt.